# Elaine Noble
Elaine Noble (* 22. Januar 1944 in New Kensington, Westmoreland County, Pennsylvania) ist eine ehemalige US-amerikanische Politikerin (Demokratische Partei). Sie saß ab dem Januar 1975 zwei Wahlzyklen lang im Repräsentantenhaus von Massachusetts. Sie war die erste offen lesbische Politikerin, die in Amerika jemals auf staatlicher Ebene gewählt wurde.

## Studien und Karriere
Noble studierte an der Boston University, dem Emerson College und der Harvard University. Bevor sie in die Politik ging, war sie als Sprachlehrerin und Leiterin einer Werbeabteilung tätig. Sie war in Boston in der Homosexuellenbewegung engagiert. 1974 wurde sie mit 59 % in das State House of Representatives gewählt. Ihre Angelobung fand am Neujahrstag 1975 statt und wurde vom Gouverneur Michael Dukakis vorgenommen. Sie war die erste offen lesbische Kandidatin, die in den USA auf Bundesstaatsebene gewählt wurde, und die zweite (nach Nancy Wechsler), die überhaupt in ein öffentliches Amt gewählt wurde.
Im März 1977 war sie Teil der ersten Delegation von Schwulen und Lesben, die von Präsident Jimmy Carter ins Weiße Haus eingeladen wurden, um die Community betreffende Fragen zu diskutieren. Nach ihren zwei Amtszeiten im Repräsentantenhaus arbeitete sie für Kevin White, den damaligen Bostoner Bürgermeister. 1980 kandidierte sie für den US-Senat, zog jedoch innerhalb der Demokratischen Partei den Kürzeren gegenüber Paul Tsongas. In den 1990ern kandidierte sie erfolglos für den Stadtrat von Cambridge. Im Jahr 1986 gründete Noble zusammen mit Ellen Ratner ein Behandlungszentrum namens Pride Institute in Minneapolis für Schwule und Lesben mit Alkohol und Drogenproblemen.

## Privatleben
Noble hatte in den 1970ern eine Beziehung mit Rita Mae Brown. Seitdem äußerte sie sich nicht mehr öffentlich über ihr Privatleben. Sie lebt momentan in Florida.